# Andreu Guerao
Andreu Guerao Mayoral (* 17. Juli 1983 in Barcelona), genannt Andreu, ist ein spanischer Fußballspieler, der hauptsächlich als Mittelfeldspieler eingesetzt wird.

## Karriere
Andreu bestritt sein erstes Profispiel für die Reservemannschaft des FC Barcelona in der Segunda División B. Beim Reserveteam von Málaga spielte er in der dritten spanischen Liga. Im Juli 2006 wechselte er zu Sporting Gijón, im Januar 2010 zum polnischen Verein Polonia Warschau. Im Herbst 2011 wechselte Mayoral nach Neuseeland zu Auckland City. Nach einem halben Jahr dort und einem halben Jahr bei Dinamo Tiflis, in denen er sich nicht durchsetzen konnte, kehrte er nach Polen zu Lechia Gdańsk zurück.
Ende Januar 2013 wechselte er zurück nach Spanien zu Racing Santander, wo er einen Vertrag bis zum Saisonende 2012/13 unterschrieb. Nach insgesamt drei Spielzeiten verließ er Spanien erneut und schloss sich den Western Sydney Wanderers an, mit denen er an den Play-offs der australischen A-League teilnahm. In der folgenden Saison wechselte er zum griechischen Zweitligisten Aris Thessaloniki.

## Erfolge
- OFC-Champions-League-Sieger 2011
- Chatham-Cup-Sieger 2011